# Victor Wetterström
Victor Wetterström (n. 27 august 1884, Stockholm, Suedia-Norvegia – d. 11 mai 1956, Stockholm, Suedia) a fost un jucător de curl ce a reprezentat Suedia, medaliat olimpic. A participat la o ediție a Jocurilor Olimpice (1924) în care a câștigat o medalie de argint.

## Participări
Lista de mai jos prezintă principalele competiții la care a participat Victor Wetterström de-a lungul carierei.
- Curling la Jocurile Olimpice de iarnă din 1924